# Brüderstraße 2 (Mönchengladbach)

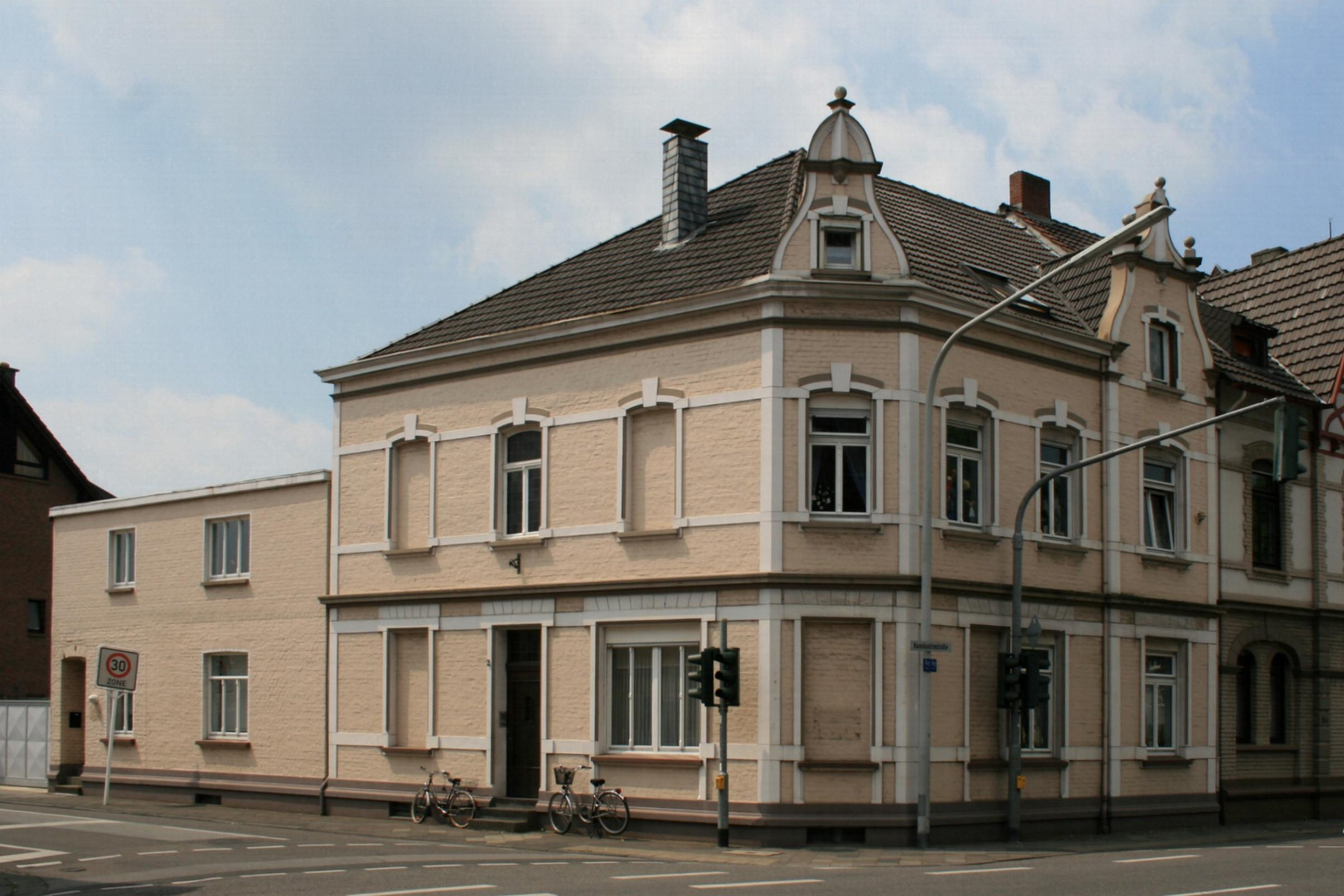
Wohnhaus (2010)

Das Wohnhaus steht in der Brüderstraße 2 im Stadtteil Giesenkirchen in Mönchengladbach (Nordrhein-Westfalen).
Das Gebäude wurde 1900 erbaut. Es ist unter Nr. B 122 am 13. Juni 1990 in die Denkmalliste der Stadt Mönchengladbach eingetragen worden.

## Architektur
Im Nordwesten Giesenkirchens an der Einmündung der Brüderstraße in die Konstantinstraße gelegen gehört das Objekt zu einer Dreiergruppe, die den Friedensplatz nach Westen abschließt.
Das Wohnhaus in Ecklage wurde um 1900 als zweigeschossiger Backsteinbau erbaut.